# Aisne (flod)
Aisne (franskt uttal: [ɛːn] lyssna (fil)) är en flod i nordöstra Frankrike. Det är en vänsterbiflod till Oise. Floden har gett namn åt departementet Aisne. Den är cirka 280 kilometer lång och segelbar över 117 kilometer. Aisne är förenad med floderna Marne och Meuse genom kanaler.
Den har sin källa i Argonnerna, nära Sainte-Menehould. Den flyter i nordlig riktning och sen åt väster innan den flyter ihop med Oise nära Compiègne. Längs floden utkämpades flera slag under första världskriget.